# Mannenmarathon van Tokio 1999
De Mannenmarathon van Tokio 1999 werd gelopen op zondag 14 februari 1999. Het was de 20e editie van de Tokyo International Marathon. Aan deze wedstrijd mochten alleen mannelijke elitelopers deelnemen. De Zuid-Afrikaan Gert Thys kwam als eerste over de streep in 2:06.33. Dit jaar deed het evenement tevens dienst als Japans kampioenschap op de marathon. De nationale titel werd gewonnen door Hiroshi Miki die tweede werd in de wedstrijd.

## Uitslagen
| rang   | naam                    | land | tijd    |
| ------ | ----------------------- | ---- | ------- |
| Goud   | Gert Thys               | RSA  | 2:06.33 |
| Zilver | Hiroshi Miki            | JPN  | 2:08.05 |
| Brons  | Koji Shimizu            | JPN  | 2:09.00 |
| 4      | Luíz Antônio dos Santos | BRA  | 2:11.13 |
| 5      | Wataru Okutani          | JPN  | 2:11.24 |
| 6      | Kei Yokoyama            | JPN  | 2:11.57 |
| 7      | Takayuki Inubushi       | JPN  | 2:12.20 |
| 8      | Noritomi Horio          | JPN  | 2:12.37 |
| 9      | Leonid Shvetsov         | RUS  | 2:15.20 |
| 10     | Joseph Otwori           | KEN  | 2:16.57 |
| 11     | Joaquim Pinheiro        | POR  | 2:17.11 |
| 12     | Toshio Mano             | JPN  | 2:17.53 |
| 13     | Yosuke Osawa            | JPN  | 2:17.56 |
| 14     | Manuel Matias           | POR  | 2:18.19 |
| 15     | Hideyori Sato           | JPN  | 2:19.53 |
| 16     | Toshitaka Anyoji        | JPN  | 2:20.22 |
| 17     | Anatoliy Zerouk         | UKR  | 2:20.30 |
| 18     | Andrea Sipe             | TAN  | 2:20.58 |
| 20     | Abebe Mekonnen          | ETH  | 2:21.40 |
| 22     | Osamu Nara              | JPN  | 2:22.34 |

Tokyo International Marathon (alleen mannen)

1981 · 1982 · 1983 · 1984 · 1985 · 1986 · 1987 · 1988 · 1989 · 1990 · 1991 · 1992 · 1993 · 1994 · 1995 · 1996 · 1997 · 1998 · 1999 · 2000 · 2001 · 2002 · 2003 · 2004 · 2005 · 2006

Tokyo International Women's Marathon (alleen vrouwen)

1979 · 1980 · 1981 · 1982 · 1983 · 1984 · 1985 · 1986 · 1987 · 1988 · 1989 · 1990 · 1991 · 1992 · 1993 · 1994 · 1995 · 1996 · 1997 · 1998 · 1999 · 2000 · 2001 · 2002 · 2003 · 2004 · 2005 · 2006 · 2007 · 2008

Tokyo Marathon (beide)

2007 · 2008 · 2009 · 2010 · 2011 · 2012 · 2013 · 2014 · 2015 · 2016 · 2017 · 2018 · 2019 · 2020 · 2021 · 2022 · 2023 · 2024